# El Grande
El Grande ist ein Brettspiel für zwei bis fünf Spieler von Wolfgang Kramer und Richard Ulrich und erschien im Hans im Glück Verlag. Die Grafik stammt von Doris Matthäus. El Grande wurde 1996 als Spiel des Jahres und mit dem Deutschen Spielepreis ausgezeichnet. Von Tchibo wurden eine spezielle Version in einer größeren Metalldose zusammen mit dem ebenfalls aus dem Hans im Glück Verlag stammenden Legespiel Carcassonne vertrieben. 2023 erschien zur Spiel in Essen eine überarbeitete Neuauflage.

## Spielablauf
Die Landkarte Spaniens ist das Spielbrett von El Grande. Die Spieler sind die Granden und versuchen mit ihren Caballeros – kleine bunte Holzwürfel – in möglichst vielen Regionen die Mehrheit zu erringen, um ihren Einfluss weit auszudehnen.
Zunächst entscheiden die Machtkarten, wie viele Caballeros aus dem Vorrat an den Hof geholt werden dürfen, d. h. dem Spieler für seine weiteren Aktionen zur Verfügung stehen. Das Problem dabei: wer eine hohe Machtkarte ausspielt, ist zwar als erster Spieler dran, bekommt jedoch kaum Caballeros. Er hat dann freie Auswahl bei den für die Runde ausliegenden fünf Aktionskarten. Diese erlauben es, eine unterschiedliche Anzahl an Caballeros in die Regionen zu bringen. Und mit jeder Aktionskarte ist ein Ereignis verbunden, das der Spieler ausführen darf. Es können beispielsweise Wertungen in einzelnen Regionen ausgelöst werden – vorzugsweise dort, wo der Spieler eine Mehrheit hat. Oder es können eigene oder fremde Caballeros über das Spielbrett verschoben werden. Zudem hat der Spieler die Möglichkeit von den einsetzbaren Caballeros beliebig viele in das Castillo zu werfen.
Nach drei, sechs und neun Runden findet eine Wertungsrunde statt, in der zunächst das Castillo gewertet wird, nachdem jeder Spieler geheim eine Region gewählt hat in die anschließend seine Caballeros aus dem Castillo platziert werden. Hierdurch können sich die Mehrheitsverhältnisse in den Regionen unter Umständen entscheidend ändern. Anschließend werden reihum alle Regionen gewertet. Hierbei erhält der Spieler mit den meisten Caballeros in der Region die höchste Punktzahl, die Spieler auf den Plätzen entsprechend weniger. Zusatzpunkte gibt es, wenn man in einer Region neben der Mehrheit an Caballeros auch den König und/oder seinen Granden stehen hat. Die Punkte werden auf der nach dem Autor benannten Kramerleiste am Rand des Spielfeldes markiert. Mit der dritten Wertungsrunde endet das Spiel: gewonnen hat dann der Spieler, dessen Zählstein auf der Kramerleiste am weitesten vorgerückt ist.

## Erweiterungen
Die folgenden Erweiterungen sind für El Grande erschienen:
- König & Intrigant (1997)
- König & Intrigant Player's Edition (1998 – kostenloses Werbegeschenk (Giveaway) mit elf neuen Aktionskarten für König & Intrigant)
- König & Intrigant Sonderkarten (1998 – kostenloses Giveaway mit zehn neuen Aktionskarten für König & Intrigant)
- Großinquisitor & Kolonien (1998)
- El Grande Cards (englischsprachiges Kartenset für El Grande von Rio Grande Games)
- Grandissimo (1999 – kostenloses Giveaway)